# Kerry Jonker
Pour les articles homonymes, voir Jonker.
Kerry Jonker, née le 21 mai 1996 au Cap, est une coureuse cycliste sud-africaine.

## Carrière
Aux Championnats d'Afrique de cyclisme sur route 2022 à Charm el-Cheikh, Kerry Jonker est médaillée de bronze en contre-la-montre. Elle a obtenu la nationalité australienne en 2019, après avoir grandi à Brighton dans la banlieue de Melbourne, elle a un diplôme d'ingénieur en électrotechnique. Kerry court pour l'Afrique du Sud.

## Palmarès sur route
- 2018
  -  Médaillée de bronze du championnat d'Australie du contre-la-montre espoirs
- 2022
  -  Médaillée de bronze du championnat d'Afrique du contre-la-montre

### Classements mondiaux
| Année                                 | 2018 | 2019 | 2020 | 2021 | 2022 | 2023 |
| ------------------------------------- | ---- | ---- | ---- | ---- | ---- | ---- |
| Classement UCI                        | 694e | nc   | 554e | 955e | 250e | 980e |
|                                       |      |      |      |      |      |      |
| Légende : nc = non classéSource : UCI |      |      |      |      |      |      |

## Palmarès sur piste

### Championnats d'Afrique
- Le Caire 2023
  -  Championne d'Afrique de poursuite individuelle
  -  Championne d'Afrique de poursuite par équipes (avec Charlissa Schultz, Danielle van Niekerk et S'annara Grove)
  -  Médaillée d'argent de la course scratch
  -  Médaillée de bronze de l'omnium
  -  Médaillée de bronze de la course aux points